# Amaurobioides litoralis
Amaurobioides litoralis är en spindelart som beskrevs av Hickman 1949. Amaurobioides litoralis ingår i släktet Amaurobioides och familjen spökspindlar.
Artens utbredningsområde är Tasmanien. Inga underarter finns listade i Catalogue of Life.